# Mauro Felicani
Mauro Felicani (Sant'Agata Bolognese, 27 luglio 1950) è un arbitro di calcio italiano.

## Carriera
Per la sezione bolognese dell'A.I.A. ha diretto dal 1980 nella C.A.S.P. che è la Commissione Arbitri Semiprofessionisti per alcune stagioni, nel 1982 passa alla C.A.N. la Commissione Arbitri Nazionale dirigendo in Serie C1 e C2, il salto in Serie B lo fa nel 1986, dirigendo il 5 ottobre l'incontro Genoa-Arezzo (0-0), nel campionato cadetto dirige per otto stagioni, totalizzando 67 presenze. Nella massima serie esordisce a Genova il 6 marzo 1988 dirigendo Sampdoria-Pescara (2-1), Saranno 43 le sue presenze ottenute in Serie A nel corso di sei stagioni, l'ultimo arbitraggio nella massima serie a Roma il 23 maggio 1993 nella partita Roma-Atalanta (2-2). Ha diretto anche 18 incontri di Coppa Italia.

## Biografia
Nella stagione 1988 ha ricevuto il Premio Florindo Longagnani, quale miglior arbitro esordiente in Serie A. È stato l'ultimo arbitro a ricevere dalla Sezione A.I.A. di Modena questo prestigioso riconoscimento, assegnato a partire dal 1954. Dalla stagione 1990 il premio sarà di nuovo assegnato, ma dalla Sezione A.I.A. di Bologna, e intitolato all'ex arbitro bolognese Giorgio Bernardi, quale onorificenza Premio Giorgio Bernardi.